# Pietro Elia Ometto
Pietro Elia Ometto (27 aprile 1992) è un copilota di rally italiano, vincitore di quattro edizioni del Campionato Italiano Rally.

## Carriera
Pietro Elia Ometto esordisce nei rally nel 2011; dopo varie stagioni dove ha partecipato soprattutto in competizioni nazionali, ma anche alcune competizioni continentali, nel 2019 inizia il sodalizio con Andrea Crugnola, con cui vincerà quattro campionati italiani. Sempre con Crugnola alla guida, si classifica decimo al Rally di Monza del 2021 conquistando il primo punto iridato e la contestuale vittoria nella categoria WRC-3.

## Vittorie nei Rally

### WRC3
| # | Anno | Evento         | Pilota          | Auto                 |
| - | ---- | -------------- | --------------- | -------------------- |
| 1 | 2021 | Rally di Monza | Andrea Crugnola | Hyundai i20 N Rally2 |

### Altri Rally
| #  | Stagione | Campionato              | Evento                                         | Pilota            | Auto                   |
| -- | -------- | ----------------------- | ---------------------------------------------- | ----------------- | ---------------------- |
| 1  | 2017     | CIR                     | Rally Il Ciocco e Valle del Serchio            | Simone Campedelli | Ford Fiesta R5         |
| 2  | 2017     | CIR                     | Rally di Roma Capitale - CIR                   | Simone Campedelli | Ford Fiesta R5         |
| 3  | 2018     | Coppa Italia            | Rally Città di Bassano                         | Luca Rossetti     | Citroën DS3 WRC        |
| 4  | 2019     | CIR                     | Rally Due Valli                                | Andrea Crugnola   | Volkswagen Polo GTI R5 |
| 5  | 2020     | International Rally Cup | Rally Internazionale del Casentino             | Andrea Crugnola   | Citroën C3 R5          |
| 6  | 2020     | Nazionale Zona 1        | Rally Lana                                     | Andrea Crugnola   | Citroën C3 R5          |
| 7  | 2020     | CIR                     | Rally Il Ciocco e Valle del Serchio            | Andrea Crugnola   | Citroën C3 R5          |
| 8  | 2020     | CIR                     | Targa Florio - Rally Internazionale di Sicilia | Andrea Crugnola   | Citroën C3 R5          |
| 9  | 2021     | -                       | Fiorio Cup - Trofeo Masseria Camarda           | Andrea Crugnola   | Hyundai i20 R5         |
| 10 | 2022     | CIR                     | Rally Il Ciocco e Valle del Serchio            | Andrea Crugnola   | Citroën C3 Rally2      |
| 11 | 2022     | CIR                     | Rally 1000 Miglia                              | Andrea Crugnola   | Citroën C3 Rally2      |
| 12 | 2022     | CIR                     | Rally Due Valli                                | Andrea Crugnola   | Citroën C3 Rally2      |
| 13 | 2022     | -                       | Fiorio Cup - Trofeo Masseria Camarda           | Andrea Crugnola   | Škoda Fabia Rally2 evo |
| 14 | 2023     | CIR                     | Rally Il Ciocco e Valle del Serchio            | Andrea Crugnola   | Citroën C3 Rally2      |
| 15 | 2023     | TER                     | #RA Rally Regione Piemonte                     | Andrea Crugnola   | Citroën C3 Rally2      |
| 16 | 2023     | CIR                     | Targa Florio                                   | Andrea Crugnola   | Citroën C3 Rally2      |
| 17 | 2023     | ERC                     | Rally di Roma Capitale                         | Andrea Crugnola   | Citroën C3 Rally2      |
| 18 | 2024     | CIR                     | Rally Il Ciocco e Valle del Serchio            | Andrea Crugnola   | Citroën C3 Rally2      |
| 19 | 2024     | CIR                     | Targa Florio                                   | Andrea Crugnola   | Citroën C3 Rally2      |
| 20 | 2024     | CIR                     | Rally Due Valli                                | Andrea Crugnola   | Citroën C3 Rally2      |
| 21 | 2024     | ERC                     | Rally di Roma Capitale                         | Andrea Crugnola   | Citroën C3 Rally2      |
| 22 | 2024     | CIR                     | Rally 1000 Miglia                              | Andrea Crugnola   | Citroën C3 Rally2      |
| 23 | 2024     | Campionato sanmarinese  | Halloween Ronde                                | Alessandro Gino   | Citroën C3 WRC         |
| 24 | 2025     | CIR                     | #RA Rally Regione Piemonte                     | Andrea Crugnola   | Citroën C3 Rally2      |
| 25 | 2025     | CIR                     | Rally Targa Florio                             | Andrea Crugnola   | Citroën C3 Rally2      |

## Palmarès
Campionato Italiano Rally: 2020, 2022, 2023, 2024

## Risultati nel mondiale rally

### WRC
| 2017 | Scuderia | Vettura        |    |  |  |  |  |  |    |  |  |  |  |  |  |  |  |  | Punti | Pos. |
| ---- | -------- | -------------- | -- |  |  |  |  |  | -- |  |  |  |  |  |  |  |  |  | ----- | ---- |
| 2017 |          | Peugeot 208 R2 | 47 |  |  |  |  |  | 36 |  |  |  |  |  |  |  |  |  | 0     |      |

| 2018 | Scuderia | Vettura                               |    |  |  |  |  |  |  |  |  |  |  |  |    |  |  |  | Punti | Pos. |
| ---- | -------- | ------------------------------------- | -- |  |  |  |  |  |  |  |  |  |  |  | -- |  |  |  | ----- | ---- |
| 2018 |          | Peugeot 208 R2 Subaru Impreza STi N15 | 43 |  |  |  |  |  |  |  |  |  |  |  | 12 |  |  |  | 0     |      |

| 2019 | Scuderia | Vettura                       |    |  |  |  |  |  |  |    |  |  |  |  |  |  |  |  | Punti | Pos. |
| ---- | -------- | ----------------------------- | -- |  |  |  |  |  |  | -- |  |  |  |  |  |  |  |  | ----- | ---- |
| 2019 |          | Peugeot 208 R2 Škoda Fabia R5 | 55 |  |  |  |  |  |  | 32 |  |  |  |  |  |  |  |  | 0     |      |

| 2021 | Scuderia | Vettura              |  |  |  |  |  |  |  |  |  |  |  |    |  |  |  |  | Punti | Pos. |
| ---- | -------- | -------------------- |  |  |  |  |  |  |  |  |  |  |  | -- |  |  |  |  | ----- | ---- |
| 2021 |          | Hyundai i20 N Rally2 |  |  |  |  |  |  |  |  |  |  |  | 10 |  |  |  |  | 1     | 40º  |

| 2023 | Scuderia | Vettura        |    |  |  |  |  |  |  |  |  |  |  |    |  |  |  |  | Punti | Pos. |
| ---- | -------- | -------------- | -- |  |  |  |  |  |  |  |  |  |  | -- |  |  |  |  | ----- | ---- |
| 2023 |          | Škoda Fabia R5 | 48 |  |  |  |  |  |  |  |  |  |  | 37 |  |  |  |  | 0     |      |

| 2024 | Scuderia | Vettura                |    |  |  |    |  |  |  |  |  |  |  |  |  |  |  |  | Punti | Pos. |
| ---- | -------- | ---------------------- | -- |  |  | -- |  |  |  |  |  |  |  |  |  |  |  |  | ----- | ---- |
| 2024 |          | Škoda Fabia Rally2 evo | 36 |  |  | 43 |  |  |  |  |  |  |  |  |  |  |  |  | 0     |      |

| 2025 | Scuderia | Vettura                                                        |    |  |  |    |  |    |     |  |  |  |  |  |  |  |  |  | Punti | Pos. |
| ---- | -------- | -------------------------------------------------------------- | -- |  |  | -- |  | -- | --- |  |  |  |  |  |  |  |  |  | ----- | ---- |
| 2025 |          | Škoda Fabia Rally2 evo Citroën C3 Rally2 Škoda Fabia RS Rally2 | 59 |  |  | 39 |  | 18 | Rit |  |  |  |  |  |  |  |  |  | 0     |      |

| Legenda | 1º posto | 2º posto | 3º posto | A punti | Senza punti | Ritirato | Squalificato | NP=Non partito C=Gara cancellata | Apice=Power stage |

### WRC2
| 2018 | Scuderia | Vettura                |  |  |  |  |  |  |  |  |  |  |  |  |   |  |  |  | Punti | Pos. |
| ---- | -------- | ---------------------- |  |  |  |  |  |  |  |  |  |  |  |  | - |  |  |  | ----- | ---- |
| 2018 |          | Subaru Impreza STi N15 |  |  |  |  |  |  |  |  |  |  |  |  | 2 |  |  |  | [ 5 ] |      |

| 2023 | Scuderia | Vettura        |    |  |  |  |  |  |  |  |  |  |  |    |  |  |  |  | Punti | Pos. |
| ---- | -------- | -------------- | -- |  |  |  |  |  |  |  |  |  |  | -- |  |  |  |  | ----- | ---- |
| 2023 |          | Škoda Fabia R5 | 19 |  |  |  |  |  |  |  |  |  |  | 17 |  |  |  |  | 0     |      |

| 2024 | Scuderia | Vettura                |    |  |  |    |  |  |  |  |  |  |  |  |  |  |  |  | Punti | Pos. |
| ---- | -------- | ---------------------- | -- |  |  | -- |  |  |  |  |  |  |  |  |  |  |  |  | ----- | ---- |
| 2024 |          | Škoda Fabia Rally2 evo | 15 |  |  | 16 |  |  |  |  |  |  |  |  |  |  |  |  | 0     |      |

| 2025 | Scuderia | Vettura                                                        |    |  |  |    |  |   |     |  |  |  |  |  |  |  |  |  | Punti | Pos. |
| ---- | -------- | -------------------------------------------------------------- | -- |  |  | -- |  | - | --- |  |  |  |  |  |  |  |  |  | ----- | ---- |
| 2025 |          | Škoda Fabia Rally2 evo Citroën C3 Rally2 Škoda Fabia RS Rally2 | 19 |  |  | 23 |  | 9 | Rit |  |  |  |  |  |  |  |  |  | 2     |      |

| Legenda | 1º posto | 2º posto | 3º posto | A punti | Senza punti | Ritirato | Squalificato | NP=Non partito C=Gara cancellata | Apice=Power stage |

### WRC2 Challenger
| 2023 | Scuderia | Vettura        |    |  |  |  |  |  |  |  |  |  |  |    |  |  |  |  | Punti | Pos. |
| ---- | -------- | -------------- | -- |  |  |  |  |  |  |  |  |  |  | -- |  |  |  |  | ----- | ---- |
| 2023 |          | Škoda Fabia R5 | 12 |  |  |  |  |  |  |  |  |  |  | 15 |  |  |  |  | 0     |      |

| 2024 | Scuderia | Vettura                |    |  |  |    |  |  |  |  |  |  |  |  |  |  |  |  | Punti | Pos. |
| ---- | -------- | ---------------------- | -- |  |  | -- |  |  |  |  |  |  |  |  |  |  |  |  | ----- | ---- |
| 2024 |          | Škoda Fabia Rally2 evo | 13 |  |  | 14 |  |  |  |  |  |  |  |  |  |  |  |  | 0     |      |

| 2025 | Scuderia | Vettura                                                        |    |  |  |    |  |   |     |  |  |  |  |  |  |  |  |  | Punti | Pos. |
| ---- | -------- | -------------------------------------------------------------- | -- |  |  | -- |  | - | --- |  |  |  |  |  |  |  |  |  | ----- | ---- |
| 2025 |          | Škoda Fabia Rally2 evo Citroën C3 Rally2 Škoda Fabia RS Rally2 | 17 |  |  | 21 |  | 9 | Rit |  |  |  |  |  |  |  |  |  | 2     |      |

| Legenda | 1º posto | 2º posto | 3º posto | A punti | Senza punti | Ritirato | Squalificato | NP=Non partito C=Gara cancellata | Apice=Power stage |

### WRC3
| 2021 | Scuderia | Vettura              |  |  |  |  |  |  |  |  |  |  |  |    |  |  |  |  | Punti | Pos. |
| ---- | -------- | -------------------- |  |  |  |  |  |  |  |  |  |  |  | -- |  |  |  |  | ----- | ---- |
| 2021 |          | Hyundai i20 N Rally2 |  |  |  |  |  |  |  |  |  |  |  | 12 |  |  |  |  | 29    | 13º  |

| Legenda | 1º posto | 2º posto | 3º posto | A punti | Senza punti | Ritirato | Squalificato | NP=Non partito C=Gara cancellata | Apice=Power stage |